# スキゾフレニア・ブレティン
スギゾフレニア・ブレティン (英: Schizophrenia Bulletin)は、統合失調症の治療と病因を扱う査読付き学術雑誌のこと。メリーランド・スクール・オブ・メディスンと統合失調症国際研究協会の協力のもとオックスフォード大学出版局から出版されている。ジャーナルサイテーションレポート による2020年のインパクトファクターは9.306. 。雑誌の表紙には伝統的に精神障害のある人の芸術作品が採用されている。
初代編集長はアメリカの精神科医であるローレン・モッシャー。